# Батајничко гробље
Батајничко гробље се налази у Батајници у градској општини Земун. Налази се на адреси Далматинске загоре бб.

## Гробље
На гробљу су сахрањени:
- Милица Ракић (1996–1999), жртва НАТО бомбардовања СР Југославије
- Адам Прибићевић, (1880–1957), књижевник и новинар

## Улази у гробље
Улази у гробље јесу са:
- пијаце
- улице (поред хладњаче)
- улице (поред цвећаре)
- улице (поред црквене продавнице)
- улице (улаз се не користи)